# Дубока штампа (уметничка графика)
Дубока штампа је графичка метода штампе, где се слика урезује у површину која се назива матрица или плоча. Садржај који се штампа дефинише се удубљењима у матрици која се пуне бојом, да би се касније у штампи под пресом боја пренела на површину на којој се штампа. То је супротан поступак од високе штампе, где удубљења остају бела, а површина је та која се боји. У дубоку штампу спада и колографија, где се матрица припрема лепљењем елемената разних текстура на саму површину матрице. Дубока штампа потиче из раног 15. века, од појаве бакрореза.

## Принцип
За дубоку штампу се углавном користе бакарне и цинкане плоче, а удубљења се праве ецовањем (хемијским нагризањем), резбарењем, гребањем итд. Поступак дубоке штампе карактеришу удубљени штампајући елементи матрице (штампарске форме, клишеа). Нештампајући елементи матрице леже на константно уздигнутом нивоу. Пре самог процеса набојавања плоче, припремамо папир за дубоку штампу потапајући га у каду са водом да одстоји пре штампања најмање 15 минута. За коначне отиске дубоке штампе користе се квалитетни папири веће грамаже (250-300 г/м²). Целокупна површина матрице се пре штампе набојава, тј. на њу се наноси штампарска боја у коју се, за разлику од високе штампе, додаје ланено уље. Процес наношења боје на плочу обавља се гумом (ракелом) или специјалним графичким тупфером. Пре штампања се одговарајућим материјалима (новински папир или флиспапир, импрегнирана газа) са нештампајућих елемената одстрањује боја, тако да боја на крају остаје само у удубљењима. Тако припремљену плочу полажемо на графичку пресу, преко ње стављамо претходно наквашени а потом осушени папир (папир се суши између листова новинске хартије или за то специјално израђених упијајућих табака папира), а потом све прекријемо филцом (специјална тканина која належе између плоче и ваљака пресе) и пропустимо отисак кроз пресу. Високи притисак пресе и адхезионе силе између материјала на који се штампа и боје узрокују преношење боје из удубљења на папир.

## Технике дубоке штампе
Од избора материјала и начина обраде матрице директно зависи и квалитет садржаја будућег отиска. Према начину обраде матрице за дубоку штампу, технике се деле на механичке, хемијске, термичке и колаграфију. Технике дубоке штампе се у пракси често комбинују.

### Механичке технике
Матрица је сачињена од материјала који омогућава лаку манипулацију механичким поступком - дубљењем или гребањем. Технике су бакрорез, сува игла и мецотинта.

#### Бакрорез
За бакрорез се углавном користи бакар, али може послужити (мање или више ефикасно) и неки други мекани материјал, као што је алуминијум, цинк или пак плексиглас. Обрада је слична као код дрвореза, површина се издубљује одстрањивањем вишка материјала уз помоћ специјализованог алата, али је квалитет штампе другачији, с обзиром да се ради о радикално другачијем материјалу. Плоче у бакрорезу су глатке, немају своју текстуру, и омогућавају далеко прецизнију обраду него што је то случај са дрветом. 

#### Сува игла
У овој техници се за наношење цртежа користи оштрица игле или шила, којом се гребе по површини металне или пластичне плоче из једног положаја руке, и тако остављају трагови у виду танких удубљења. Удубљења код суве игле се разликују од оних у бакрорезу по томе што на првом месту нису удубљења у правом смислу, јер вишак материјала, односно „шпун“ остаје као саставни део линије, те чини узвишење поред удубљења. Линија се стога код суве игле разликује од линије бакрореза по томе што је благо замућена, и делује дуплирано. Цртеж се наноси из једног положаја руке да би се, касније, у поступку брисања, који се обавља у једном правцу, очувао тај квалитет подједнако за сваку линију, и сваки отисак у тиражу.

#### Мецотинта
Изум ове технике приписује се аматеру Лудвигу фон Цигену(1609-1680), који први почиње са назрнчавањем плоче њихалицом и рулетима.
Принцип рада је следећи: на бакарној плочи се ручном механичком методом, уз помоћ специјалне алатке која се зове берсо или њихалица, формира густа текстура која се касније глачалицом или стругачем  (шабером) глача на оним местима која касније у штампи не треба да буду дубоко црна. Плоча се „назрнчава“ све док се не добије одговарајућа густина текстуре, а распон текстура је од оних које дају светлосиву до најдубље црне (мецотинта омогућава највећи валерски кључ од свих техника дубоке штампе), тако да је плоча у основи тамна, а касније се глачањем извлаче светлије партије. Прво се извлачи средњи тон сиве боје, по чему је ова техника и добила назив (mezzotinta - средњи тоналитет). Што се плоча више изглача то ће на том месту на отиску тон бити светлији, и тако све док плоча не буде потпуно глатка (да сија). Глатке партије не задржавају боју и оне су на отиску потпуно беле. Мецотинта се штампа под пресом за дубоку штампу уз употребу квалитетног папира велике грамаже (250-300 г/м²), и квалитетног филца за саму штампу. Цео поступак припреме умногоме одређује изглед дефинитивног отиска.
Мецотинта је препознатљива по дубоком валерском кључу и великим тамним површинама. Из тог разлога су је уметници користили пре проналаска фотографије како би репродуковали позната уметничка дела, јер је могла савршено да пренесе квалитет слике не нарушавајући њену естетску вредност. Данас се ретко користи у графичарској пракси због саме припреме која изискује доста времена и напора. Од уметника који су у савременој уметности наставили да се баве овом техником издваја се Јапански графичар Yozo Hamaguchi. На нашим просторима познати уметник по овој техници је Емир Драгуљ, чији је рад доведен до савршенства.

### Хемијске технике
Удубљења се постижу деловањем киселине на незаштићене делове површине металне плоче. Овај процес се назива ецовањем или нагризањем. Плоча се заштити са свих страна премазом отпорним на киселину (лаком), те се касније „отвара“ на оним местима где је потребно начинити удубљења. Тако припремљена, плоча се потапа у раствор киселине и оставља да киселина нагриза метал. Кад је плоча нагризана до одређене мере, премешта се у суд са водом ради спирања киселине. Потом се премаз скида са плоче и она улази у процес штампе.
Постоји више начина на који се плоча може селективно блокирати, односно отворити за деловање киселине, па постоји и више техника: бакропис, акватинта, мека превлака, резерваж.

#### Бакропис
На заштићеној плочи се гребањем лака оштрицом игле исцртава слика. Могуће је постићи више различитих нивоа удубљења вишеструким нагризањем. Делови на којима је постигнут задовољавајући ниво штите се лаком, док се остали делови поново излажу деловању киселине.

#### Акватинта
Пре наношења лака, на плочу се наноси прах колофонијума, који се потом загревањем плоче отапа и након хлађења остаје прилепљен за плочу. Потребно је постићи правилну, густу текстуру. Лак се не наноси свуда, већ се четком, исликавањем блокирају жељене површине. Пре првог ецовања блокирају се површине које желимо да у штампи остану беле, пре другог светлосиве, и тако неколико пута. Површине које нису биле блокиране представљају најдубљи тон. Могуће је постићи широк валерски кључ.

#### Мека превлака
Плоча се премаже веома танким слојем воска. На плочу се постави комад флиспапира па се по њему обичном оловком благим притиском црта, чиме се восак лепи на наличје листа, и тако одстрањује са плоче. На восак се може деловати на други начин, нпр. притиском површина различитих текстура итд. Ова техника поседује велики изражајни потенцијал. На француском се техника назива vernis mou, у буквалном преводу „меки лак“.

#### Резерваж
Површине на којима треба да буду удубљења пре наношења лака се изолују (резервишу) водоотопивим средством. По наношењу лака, топлом водом се уклања водотопиво средство тако да лак остаје само на оним местима која у почетку нису била изолована.

### Колаграфија
Код колаграфије матрица се припрема лепљењем танких елемената различитих текстура.